# Championnat du monde féminin de handball 1973
Navigation
Pays-Bas 1971 Union soviétique 1975
Le Championnat du monde féminin de handball 1973 est la 5e édition du Championnat du monde féminin de handball qui a lieu du 7 au 15 décembre 1973 en Yougoslavie.
Après ses finales malheureuses de 1965 et 1971, la Yougoslavie, à domicile, remporte son premier titre en dominant la Roumanie par 16 à 11 en finale. Cette édition est également marquée par l'émergence au plus haut niveau de l'Union soviétique qui bat les tenantes du titre est-allemande en phase de poule et termine à la troisième place, leur premier podium de la compétition.

## Présentation

### Qualifications
| Continent  | Nombre | Moyen de qualification    | Qualifiée(s)                                                  |
| ---------- | ------ | ------------------------- | ------------------------------------------------------------- |
| -          | 1      | Organisateur              | Yougoslavie                                                   |
| Monde      | 5      | Championnat du monde 1971 | Allemagne de l'Est, Hongrie, Roumanie, Allemagne de l'Ouest   |
| Europe     | 5      | Matchs de qualification   | Danemark, Pologne, Tchécoslovaquie, Union soviétique, Norvège |
| Asie       | 1      | Match Japon-Corée du Sud  | Japon (par forfait)                                           |
| Afrique    | 1      | ?                         | Guinée                                                        |
| Amériques  | 0      | aucun                     | aucun                                                         |
| Remplaçant | 1      | Choix de l'IHF            | Pays-Bas                                                      |

Les résultats de la phase de qualification sont, :
- Le Danemark s'est qualifié aux dépens de l'Autriche : 
  - 8 avril 1973 à Horsholm, Danemark bat Autriche 15-9
  - 15 avril 1973 à Vienne, Danemark bat Autriche 8-5.
- La Pologne s'est qualifiée aux dépens des Pays-Bas : 
  - 8 avril 1973 à Mielec, Pologne bat Pays-Bas 16-9
  - ? avril 1973 à Utrecht, Pologne bat Pays-Bas 11-10.
- La Tchécoslovaquie s'est qualifiée aux dépens de la Suède : 
  -  ? mars 1973 à Bratislava, Tchécoslovaquie bat Suède 20-15
  - 25 mars 1973 à Prague, Tchécoslovaquie bat Suède 19-8.
- L'URSS s'est qualifiée aux dépens de la Bulgarie : 
  - 27 février 1973 à Kiev, URSS bat Bulgarie 17-7
  - ? avril 1973 à Utrecht, URSS bat Bulgarie 12-10.
- La Norvège s'est qualifiée aux dépens de la France, aucun accord n'ayant pu finalement intervenir entre les deux fédérations pour définir les dates des rencontres aller et retour[3].

La Guinée était censée représenter le continent Africain mais a finalement déclaré forfait et a été remplacée par la première équipe réserve désignée par l'IHF, les Pays-Bas

### Modalités
Au tour préliminaire, les douze équipes sont réparties dans quatre groupes de trois équipes :
- Groupe A à Sarajevo :  Hongrie,  Allemagne de l'Ouest,  Tchécoslovaquie
- Groupe B à Zavidovići :  Roumanie,  Norvège,  Japon
- Groupe C à Šibenik :  Allemagne de l'Est,  Pologne,  Union soviétique
- Groupe D à Varaždin :  Yougoslavie,  Danemark,  Guinée,  Pays-Bas

Les deux premières équipes de chaque groupe sont qualifiées pour le tour principal disputé à Negotin et à Zagreb, les autres sont reversées dans la poule de classement 9 à 12.
Lors de la phase finale disputée dans la Hala Pionir de Belgrade, les match opposent les équipes placées au même rang lors du tour principal et permettent de classer les équipes de la première à la huitième place.

## Tour préliminaire

### Légende
- Équipe qualifiée pour le tour principal
- Équipe éliminée et reversée pour le poule de classement 9 à 12

### Groupe A
|   | Équipe               | Pts | J | G | N | P | Bp | Bc | Diff |
| - | -------------------- | --- | - | - | - | - | -- | -- | ---- |
| 1 | Hongrie              | 4   | 2 | 2 | 0 | 0 | 30 | 14 | 16   |
| 2 | Tchécoslovaquie      | 2   | 2 | 1 | 0 | 1 | 23 | 21 | 2    |
| 3 | Allemagne de l'Ouest | 0   | 2 | 0 | 0 | 2 | 16 | 34 | -18  |

| Équipe 1        | Score  | Équipe 2             |
| --------------- | ------ | -------------------- |
| Hongrie         | 12 – 7 | Tchécoslovaquie      |
| Tchécoslovaquie | 16 – 9 | Allemagne de l'Ouest |
| Hongrie         | 17 – 7 | Allemagne de l'Ouest |

### Groupe B
|   | Équipe   | Pts | J | G | N | P | Bp | Bc | Diff |
| - | -------- | --- | - | - | - | - | -- | -- | ---- |
| 1 | Roumanie | 4   | 2 | 2 | 0 | 0 | 37 | 17 | 20   |
| 2 | Norvège  | 2   | 2 | 1 | 0 | 1 | 21 | 19 | 2    |
| 3 | Japon    | 0   | 2 | 0 | 0 | 2 | 21 | 40 | -19  |

| Équipe 1 | Score   | Équipe 2 |
| -------- | ------- | -------- |
| Roumanie | 24 – 12 | Japon    |
| Norvège  | 16 – 9  | Japon    |
| Roumanie | 10 – 5  | Norvège  |

### Groupe C
|   | Équipe               | Pts | J | G | N | P | Bp | Bc | Diff | Dép |
| - | -------------------- | --- | - | - | - | - | -- | -- | ---- | --- |
| 1 | Union soviétique     | 4   | 2 | 2 | 0 | 0 | 15 | 10 | 5    | /   |
| 2 | Pologne              | 1   | 2 | 0 | 1 | 1 | 17 | 19 | -2   | -2  |
| 3 | Allemagne de l'Est T | 1   | 2 | 0 | 1 | 1 | 15 | 18 | -3   | -3  |

| Équipe 1         | Score   | Équipe 2           |
| ---------------- | ------- | ------------------ |
| Union soviétique | 7 – 4   | Allemagne de l'Est |
| Pologne          | 11 – 11 | Allemagne de l'Est |
| Union soviétique | 8 – 6   | Pologne            |

### Groupe D
|   | Équipe      | Pts | J | G | N | P | Bp | Bc | Diff |
| - | ----------- | --- | - | - | - | - | -- | -- | ---- |
| 1 | Yougoslavie | 4   | 2 | 2 | 0 | 0 | 31 | 14 | 17   |
| 2 | Danemark    | 2   | 2 | 1 | 0 | 1 | 23 | 15 | 8    |
| 3 | Pays-Bas    | 0   | 2 | 0 | 0 | 2 | 8  | 33 | -25  |

| Équipe 1    | Score   | Équipe 2 |
| ----------- | ------- | -------- |
| Yougoslavie | 20 – 4  | Pays-Bas |
| Danemark    | 13 – 4  | Pays-Bas |
| Yougoslavie | 11 – 10 | Danemark |

## Tour principal

### Légende
- Équipe qualifiée pour la finale
- Équipe qualifiée pour le match pour la 3e place
- Équipe qualifiée pour les matchs de classement pour les 5e ou 7e place

### Groupe I
|   | Équipe          | Pts | J | G | N | P | Bp | Bc | Diff |
| - | --------------- | --- | - | - | - | - | -- | -- | ---- |
| 1 | Roumanie        | 6   | 3 | 3 | 0 | 0 | 32 | 24 | 8    |
| 2 | Hongrie         | 4   | 3 | 2 | 0 | 1 | 37 | 22 | 15   |
| 3 | Tchécoslovaquie | 2   | 3 | 1 | 0 | 2 | 27 | 30 | -3   |
| 4 | Norvège         | 0   | 3 | 0 | 0 | 3 | 16 | 36 | -20  |

| Équipe 1        | Score   | Équipe 2        |
| --------------- | ------- | --------------- |
| Roumanie        | 10 – 8  | Tchécoslovaquie |
| Hongrie         | 14 – 3  | Norvège         |
| Roumanie        | 12 – 11 | Hongrie         |
| Tchécoslovaquie | 12 – 8  | Norvège         |

### Groupe II
|   | Équipe           | Pts | J | G | N | P | Bp | Bc | Diff | Dép |
| - | ---------------- | --- | - | - | - | - | -- | -- | ---- | --- |
| 1 | Yougoslavie      | 4   | 3 | 2 | 0 | 1 | 26 | 24 | 2    | /   |
| 2 | Union soviétique | 3   | 3 | 1 | 1 | 1 | 23 | 23 | 0    | 0   |
| 3 | Pologne          | 3   | 3 | 1 | 1 | 1 | 27 | 28 | -1   | -1  |
| 4 | Danemark         | 2   | 3 | 0 | 2 | 1 | 32 | 33 | -1   | /   |

| Équipe 1         | Score   | Équipe 2         |
| ---------------- | ------- | ---------------- |
| Yougoslavie      | 8 – 9   | Pologne          |
| Union soviétique | 10 – 10 | Danemark         |
| Yougoslavie      | 7 – 5   | Union soviétique |
| Danemark         | 12 – 12 | Pologne          |

## Poule de classement 9 à 12
|    | Équipe               | Pts | J | G | N | P | Bp | Bc | Diff |
| -- | -------------------- | --- | - | - | - | - | -- | -- | ---- |
| 9  | Allemagne de l'Est T | 6   | 3 | 3 | 0 | 0 | 46 | 26 | 20   |
| 10 | Japon                | 4   | 3 | 2 | 0 | 1 | 40 | 38 | 2    |
| 11 | Allemagne de l'Ouest | 2   | 3 | 1 | 0 | 2 | 33 | 32 | 1    |
| 12 | Pays-Bas             | 0   | 3 | 0 | 0 | 3 | 25 | 48 | -23  |

| Équipe 1             | Score   | Équipe 2             |
| -------------------- | ------- | -------------------- |
| Allemagne de l'Est   | 14 – 5  | Allemagne de l'Ouest |
| Japon                | 15 – 11 | Pays-Bas             |
| Allemagne de l'Est   | 17 – 12 | Japon                |
| Allemagne de l'Ouest | 18 – 5  | Pays-Bas             |
| Allemagne de l'Est   | 15 – 9  | Pays-Bas             |
| Allemagne de l'Ouest | 10 – 13 | Japon                |

## Phase finale
Les match opposent les équipes placées au même rang lors du tour principal et permettent de classer les équipes de la première à la huitième place.

### Match pour la7eplace
| 15 décembre 1973 | Danemark          | 12 - 10             | Norvège              | Belgrade Affluence : 6 500 Arbitrage : Dopudja, Krstic |
| 15 décembre 1973 | Ruth Thygesen (3) | (8-5)               | Sissel Buchholdt (4) | Belgrade Affluence : 6 500 Arbitrage : Dopudja, Krstic |
| 15 décembre 1973 | ×2 ×1             | Frauenhandball Delo | ×2                   | Belgrade Affluence : 6 500 Arbitrage : Dopudja, Krstic |

| - Danemark : Anne Grete Vilhelmsen, Marianne Vilstrup – Ruth Thygesen (3), Tove Hansen (Risager) (2), Mona Christensen (2, ), Jette Madsen, Lene B. Nielsen (Jensen) (1), Marianne Riis, Jette Jensen (Koch-Hansen) (1), Anne-Marie Nielsen, Hanne Lagerbon (3), Hanne Jørgensen (Lassen) (). | - Norvège : Liv Bjørk, Siri Keul – Inger-Johanne Tveter, Anne Mari Krogsrud (1), Sissel Buchholdt (4), Sigrid Halvorsen, Bjørg Andersen (1), Unni Anisdahl, Kari Aagaard (), Svanhild Sponberg, Karen Fladset (3), Grethe Tønnesen (1). |

### Match pour la5eplace
| 15 décembre 1973 | Pologne               | 15 - 13                        | Tchécoslovaquie          | Belgrade Affluence : 3 000 Arbitrage : Andris Vitols et Jānis Ķuzulis |
| 15 décembre 1973 | Anna Dreszer (pl) (3) | (6-6)                          | Matisová et Zemanová (4) | Belgrade Affluence : 3 000 Arbitrage : Andris Vitols et Jānis Ķuzulis |
| 15 décembre 1973 | ×2                    | Frauenhandball Delo Rudé právo | ×1                       | Belgrade Affluence : 3 000 Arbitrage : Andris Vitols et Jānis Ķuzulis |

| - Pologne : Pielot, Potyka – Anna Dreszer (pl) (3), Barbara Kusz (2, ), Pietrowska, Kostorz (1, ), Bonenberg (1), Krzykowska (1), Gotowka (1), Czarnasiak (1), Teresa Zielewicz (en) (5). | - Tchécoslovaquie : Věra Datinská, Macharáčková – Fischerová, Ľubica Matisová (4), Brúnóvá, Vaššová (1, ), Agneša Michalčíková, Buchcárová, Soňa Zemanová (4), Červenková (1), Ukropcová (1), Milena Foltýnová (en) (2). |

### Match pour la3eplace
| 15 décembre 1973 | Union soviétique           | 20 - 12                        | Hongrie                   | Belgrade Affluence : 3 000 Arbitrage : Karlsson, Nilsson |
| 15 décembre 1973 | Makarets et Litochenko (7) | (11-5)                         | Borbála Tóth Harsányi (7) | Belgrade Affluence : 3 000 Arbitrage : Karlsson, Nilsson |
| 15 décembre 1973 | ×3                         | Frauenhandball Delo Rudé právo | ×1                        | Belgrade Affluence : 3 000 Arbitrage : Karlsson, Nilsson |

| - Union soviétique : Natalia Tcherstiouk, Larissa Bobrova – Tatiana Mirochnik, Zinaïda Tourtchyna (2 dont 2 pen., ), Tatiana Makarets (7), Maria Litochenko (7, ), Lioudmila Choubina (en) (1), Halina Zakharova (1), Svetlana Pintchouk (1), Lioubov Balan, Anele Goncharova (1), Lioudmila Bobrous (). | - Hongrie : Ágota Bujdosó, Anna Elek Rothermel; Márta Giba Takács, Klára Csík Horváth (2), Rozália Lelkes Tomann, Borbála Tóth Harsányi (7 dont 1 pen.), Amália Sterbinszky (2), Erzsébet Nyári (1), Katalin Laki, Katalin Tavaszi, Mária Vadász (en), Márta Pacsai. inconnue . |

### Finale
| 15 décembre 1973 19h40 | Yougoslavie      | 16 - 11                        | Roumanie                   | Hala Pionir, Belgrade Affluence : 7 000 Arbitrage : Ovdahl, Svensson |
| 15 décembre 1973 19h40 | Torti et Antić 4 | (7-7)                          | Christine Petrovici (ro) 4 | Hala Pionir, Belgrade Affluence : 7 000 Arbitrage : Ovdahl, Svensson |
| 15 décembre 1973 19h40 | ×3               | Frauenhandball Delo Rudé právo | ×1                         | Hala Pionir, Belgrade Affluence : 7 000 Arbitrage : Ovdahl, Svensson |

| - Yougoslavie : Zdenka Ištvanović, Ana Titlić (de) – Nadežda Abramović, Dragica Palaversa (de) (2, ), Mara Torti (de) (4 dont 4/4 pen.), Božena Vrbanc (1), Katica Ileš(3), Jadranka Antić (4, ), Milenka Lukić, Mirjana Čikoš, Ivanka Suprinović (2, ), Milka Veinović. | - Roumanie : Elisabeta Ionescu (ro), Lidia Stan – Rozália Soós (ro) (2 dont 1/1 pen.), Simona Arghir Sandu (ro), Doina Furcoi-Solomonov (ro) (1, ), Petruța Băicoianu-Cojocaru (ro) (3), Christine Petrovici (ro) (4), Elena Frâncu, Magdalena Miklós-Ilyés (ro) (1), Lucretia Moise, Irene Oancea. |

## Classement final
Le classement final est :
| Rang                      | Équipe               | J | G | N | P | Bp | Bc | Diff |
| ------------------------- | -------------------- | - | - | - | - | -- | -- | ---- |
| Médaille d'or, monde      | Yougoslavie          | 5 | 4 | 0 | 1 | 62 | 39 | +23  |
| Médaille d'argent, monde  | Roumanie             | 5 | 4 | 0 | 1 | 67 | 52 | +15  |
| Médaille de bronze, monde | Union soviétique     | 5 | 3 | 1 | 1 | 50 | 39 | +11  |
| 4e                        | Hongrie              | 5 | 3 | 0 | 2 | 67 | 49 | +18  |
|                           |                      |   |   |   |   |    |    |      |
| 5e                        | Pologne              | 5 | 2 | 2 | 1 | 53 | 52 | +1   |
| 6e                        | Tchécoslovaquie      | 5 | 2 | 0 | 3 | 56 | 54 | +2   |
| 7e                        | Danemark             | 5 | 2 | 2 | 1 | 57 | 47 | +10  |
| 8e                        | Norvège              | 5 | 1 | 0 | 4 | 42 | 57 | –15  |
|                           |                      |   |   |   |   |    |    |      |
| 9e                        | Allemagne de l'Est T | 5 | 3 | 1 | 1 | 61 | 44 | +17  |
| 10e                       | Japon                | 5 | 2 | 0 | 3 | 61 | 78 | –17  |
| 11e                       | Allemagne de l'Ouest | 5 | 1 | 0 | 4 | 49 | 66 | –17  |
| 12e                       | Pays-Bas             | 5 | 0 | 0 | 5 | 33 | 81 | –48  |

## Statistiques
La liste des meilleures buteuses n'est pas clairement établie :
- la Fédération internationale de handball (IHF)[15] et le site bundesligainfo.de[16] indiquent que la Yougoslave Mara Torti (hr) est la seule meilleure buteuse avec 19 réalisations ;
- le site Frauenhandball[6] totalise 25 buts pour l'Est-Allemande Christine Gehlhoff (de), sans qu'aucune autre source ne la présente comme ayant terminé meilleure buteuse de la compétition, peut-être parce que Gehlhoff et la RDA n'ont joué que la poule de classement après le tour préliminaire ;
- la Fédération roumaine de handball totalise 19 buts aussi pour Doina Petruţa Băicoianu (ro)[13] ;
- ensuite, on trouverait notamment[17],[18] la Hongroise Borbála Tóth Harsányi avec 18 buts[12], la Polonaise Teresa Zielewicz (en) avec 17 buts[19], la Roumaine Simona Arghir Sandu (ro) avec 15 buts[13], la Soviétique Zinaïda Tourtchyna avec au moins 14 buts[6] ou encore la Norvégienne Karen Fladset avec 14 buts[20].

## Effectif des équipes sur le podium

### Médaille d'or:Yougoslavie
L'effectif de la Yougoslavie, championne du monde, était :
- Zdenka Ištvanović
- Dunja Kostić
- Ana Titlić (de)
- Nadežda Abramović
- Mirjana Čikoš
- Jadranka Antić
- Zdenka Leutar
- Milenka Lukić
- Ivanka Suprinović
- Katica Ileš (de)
- Dragica Palaversa (de)
- Radmila Parezanović
- Biserka Rožič (Višnjić)
- Mara Torti (de)
- Milka Veinović
- Božena Vrbanc

Sélectionneurs
- Zoran Pantazis
- Vilim Tičić
- Jezdimir Stanković

### Médaille d'argent:Roumanie
L'effectif de la Roumanie, vice-championne du monde, était :
- Elisabeta Ionescu (ro)
- Lidia Stan
- Doina Furcoi-Solomonov (ro)
- Christine Petrovici (ro)
- Petruța Băicoianu-Cojocaru (ro)
- Rozália Soós (ro)
- Maria Popa-Manta
- Constantina Pițigoi (ro)
- Maria Bosi-Igorov (ro)
- Elena Frâncu
- Hilda Hrivnak-Popescu
- Viorica Vieru
- Magdalena Miklós-Ilyés (ro)
- Lucreția Moise
- Simona Arghir Sandu (ro)
- Irene Oancea

Sélectionneurs
- Constantin Popescu
- Dan Bălășescu

### Médaille de bronze:Union soviétique
L'effectif de l'URSS, médaillée de bronze, était :
- Lioubov Balan
- Larissa Bobrova
- Lioudmila Bobrous
- Lioudmila Choubina (en)
- Anele Goncharova
- Valentina Gordievskaïa
- Maria Litochenko
- Nadejda Losbina
- Tatiana Makarets
- Tatiana Mirochnik
- Svetlana Pintchouk
- Rita Sainkaïté
- Natalia Tcherstiouk
- Zinaïda Tourtchyna
- Nadejda Tyenina
- Halina Zakharova

Sélectionneur
- Igor Tourtchyne